# ジョージ湖の戦い
ジョージ湖の戦い（ジョージこのたたかい、英Battle of Lake George）は、1755年9月8日に、現在のニューヨーク州の北部で行われた戦闘である。この戦闘は、フレンチ・インディアン戦争における、イギリスによる北アメリカからのフランス駆逐作戦の一つであった。
ディスカウ男爵ジャン・エルドマンが率いるフランス軍は、インディアン兵も含めて1500人、方やイギリス軍は、サー・ウィリアム・ジョンソン率いる13植民地軍1500人の軍勢と、有名な族長ヘンドリック・テヤノギンが率いる200人のモホーク族の兵だった。

## 軍事作戦

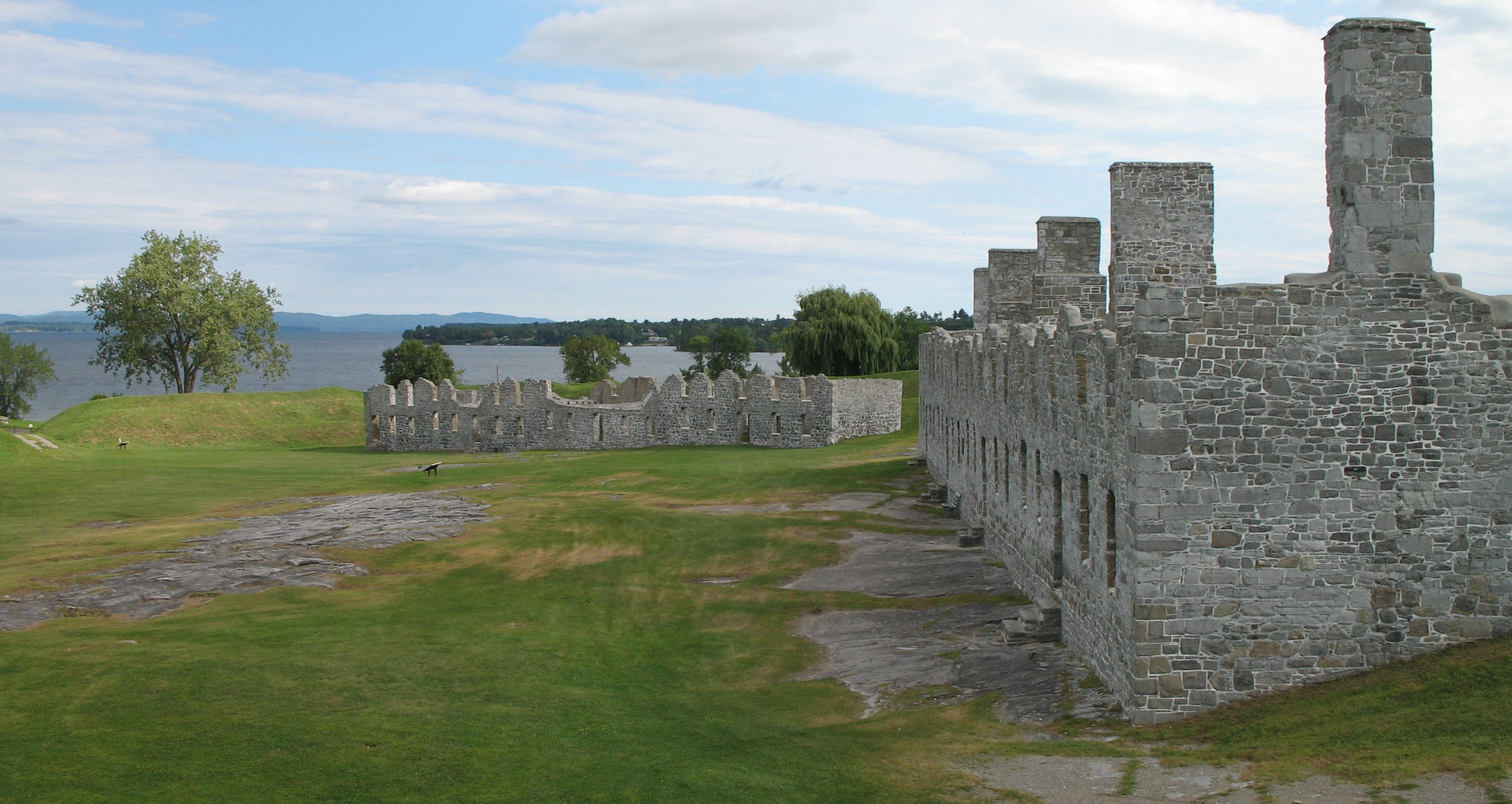
クラウンポイント

イロコイ族へのエージェントとして任命されたウィリアム・ジョンソンは、1755年8月28日に「サンサクルマン湖」（Lac Saint Sacrement）の南端に到着し、この湖を当時のイギリス国王、ジョージ2世への敬意を表してジョージ湖と改名した。ジョンソンの計画では、ジョージ湖とシャンプラン湖を経由して、フランスの支配下にあるサンフレデリック砦と、クラウンポイントを攻撃する予定だった。クラウンポイントはヌーベルフランス防御の要の地だった。
ディスカウはすでに、ジョンソンの行軍を阻止するためにクラウンポイントを発ち、ジョージ湖とシャンプラン湖の間のカリヨン砦（後のタイコンデロガ砦）に野営を張っていた。9月4日、ディスカウは、ハドソン川に沿った、建築されたばかりのエドワード砦（当時はライマン砦と呼ばれていた）を襲撃することに踏み切った。この砦はジョンソンの野営地であった 。ディスカウの狙いは、この作戦でイギリスに必要な物資や大砲を輸送する船を破壊することだった。ディスカウはカリヨン砦に駐屯兵を半分ほど残し、あとの半分の兵を、ハドソン川に代わる別の水路を進ませ、サウスベイで船から降り、ウッドクリーク沿いに進軍した。
ディスカウに率いられたフランスの正規歩兵連隊、ラ・レーヌ連隊とラングドック連隊の222人の軍勢と、600人の民兵、700人のアベナキ族とモホーク族の同盟軍は、1755年9月7日の夕方にエドワード砦に到着した。

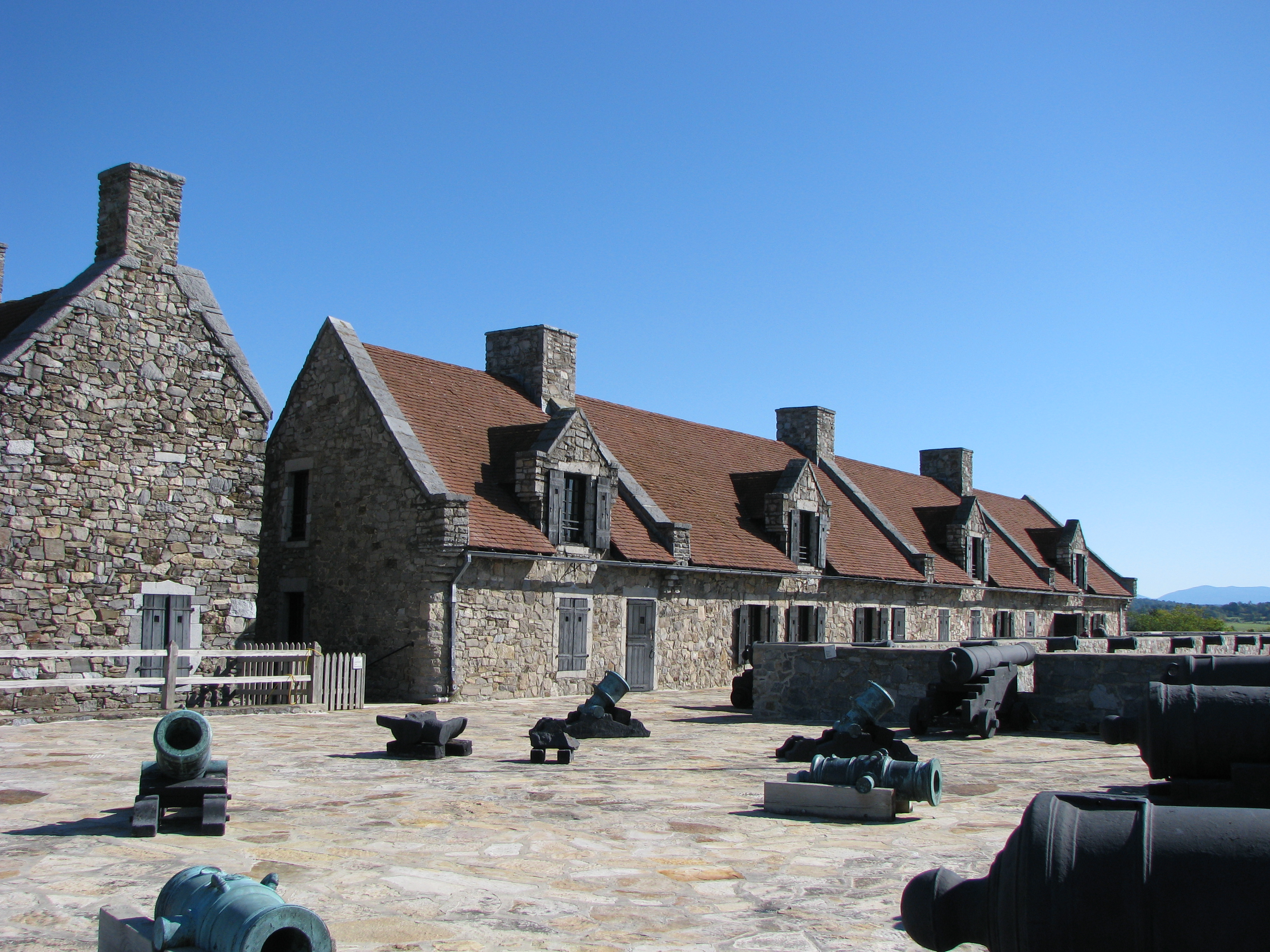
タイコンデロガ砦（カリヨン砦）の兵舎

ジョージ湖の南端にあるエドワード砦の、14マイル（23キロ）北で野営を張っていたジョンソンは、南側に敵が迫ったを斥候から知らされた。ジョンソンは、砦の500人の兵にこのことを知らせるべく、伝令を走らせたが、伝令は捕えられ、そのすぐ後に、物資を運んでいたイギリスの隊列が攻撃に遭い、その結果、ジョンソンの計画がディスカウに筒抜けになった。フランス軍に合流していたインディアン兵は、会議を開いたのち、砦の占領を断念した。大砲からの砲撃によって阻止されると思ったからである。そして8日の朝、ディスカウは軍に湖への進軍を命じた。
9月8日の朝9時に、ジョンソンは、1000人のマサチューセッツ連隊を引き連れた大佐のエフライム・ウィリアムズと、やはり大佐で、コネチカット連隊と200人のモホーク同盟を率いるネイサン・ホワイティングに、エドワード砦への応援を命じた。ウィリアムズ連隊の脱走兵からの警告で、ディスカウは正規兵と共に連水経路を封じ、民兵とインディアン兵に命じて、敵兵を道の両側で待ち伏せさせた 。民兵とインディアンは、現在のレイクジョージの町から3マイル（4.8キロ）南にある峡谷で、身をひそめて敵軍を待った。

## 血塗られた朝の偵察

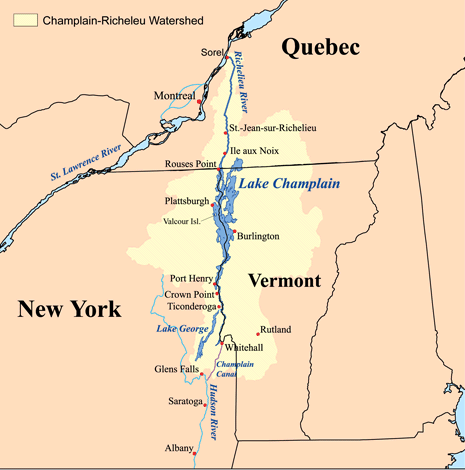
シャンプラン湖とジョージ湖周辺の地図。中央下の方にクラウンポイントとタイコンデロガ（カリヨン）砦が見える。

ウィリアムズの隊列は、まっすぐにフランス軍が潜んでいるほうへ進んでいき、敵の銃剣の猛攻を食らった。この交戦は「血塗られた朝の偵察」として知られる。ウィリアムズとヘンドリックは、多くの兵と共にこの時戦死した。ここで、ディスカウに進軍を命じられたフランスの正規兵は、包囲された敵兵を一斉射撃した 。13植民地軍の大部分はジョンソンの野営地に撤退し、一方で、ホワイティングや中佐のセツ・ポメロイの指揮下にいた、100人ほどの13植民地軍兵や、惨劇を免れたモホーク兵の多くは、フランス軍に銃口を向けながら撤退した 。13植民地軍の後衛にいた兵たちは、図に乗ったフランス軍に、かなりの痛手を見舞うことができた。ポメロイは自軍の兵たちが「敵軍の多くを倒した。フランス兵は、あたかも鳩が撃ち落されるようだった」と記録している
この撤退時に戦死したフランスの将校に、ジャック・レガルデュール・ド・サンピエールがいた。インディアン兵やヌーベルフランスの総督ヴォードルイユをはじめ行政官は、このことにひどく落胆し、敵であるイギリスからも、サンピエールへの哀悼の辞が述べられた。

## イギリス軍野営地の襲撃
ディスカウは民兵とインディアン兵とに、ジョンソンの野営地を襲って、この作戦で完勝するように指示を出した。しかし、サンピエールの戦死で彼らの士気はすでに下がっており、モホーク族は塹壕が掘られた野営地を攻撃することをためらった。イギリス軍にも彼らと同じモホーク族が何百人もおり、フランス軍とやはり同盟関係にあったアベナキ族は、モホーク族が行かないのであれば進軍しようとはせず、民兵もまたしかりだった。戦闘に加わらないインディアンたちが、自らを恥じて攻撃することを望んだディスカウは、222人の正規兵を6人横一列の縦隊にし、自らがその隊列を率いて、湖沿いの道（the Lake Road）を、ジョンソンの野営地がある森林の開墾地へと進ませた。野営地の近くには、荷馬車や、さかさまにしたボートや、切り倒した木による、急ごしらえの防塞が築かれていた 。
フランスの正規兵の隊列が開けた土地に出た途端に、13植民地の砲兵たちは、ジョンソンの3台の大砲を操作して、ぶどう弾を詰め込み、路地や道や谷を切り裂いた、この砲火はフランスの隊列にまで及んだ。この時ジョンソンが負傷したため、フィネアス・ライマンが代わりに指揮を執った。ディスカウは3回にわたって弾を受け、捕虜となったため、モントレイユが代わりに指揮を執った。

## 血の沼（ブラッディ・ポンド）

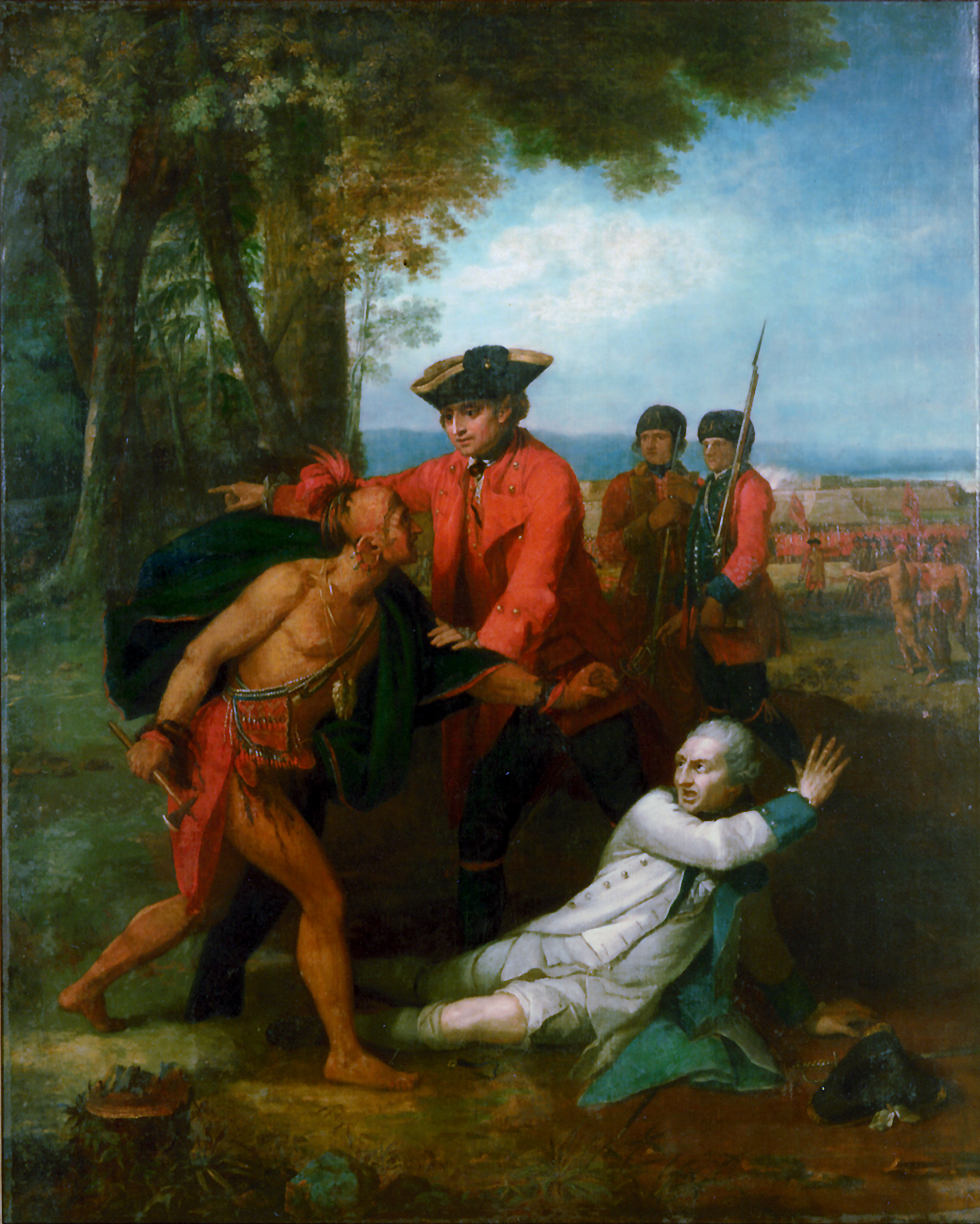
負傷したフランス軍将校を北米インディアンのトマホークから救うジョンソン将軍
ベンジャミン・ウエスト作

一方で、エドワード砦の駐屯隊長で大佐のジョセフ・ブランカードは、遠くの戦闘による噴煙を目にし、ナサニエル・フォルソム率いる120人の民兵隊を偵察に向かわせた。
「ジョージ湖の方向で聞こえた銃声を聞きつけ、フォルソムの軍は前進して、戦場から2マイル（3.2キロ）ほどのところで隊列を整えた。そこにはフランス軍の守備隊が物資を積んだ荷馬車を守っており、フォルソムは即座に敵の守備隊を散り散りにして追い払った。午後4時ごろになって、300人ばかりのフランス兵たちが散り散りにやって来て、集結し、どうにか秩序を保って退却に入った。フォルソムは兵を木々の間に配置し、敵が近づくにつれて、狙いの定まった銃撃を仕掛けて彼らを悩ませた。夜の闇で戦闘が不可能になるまで、フォルソムはこの戦闘を続け、多くの敵を殺し、兵を何人か捕虜とした。そしてついにフランス軍をその地から追い払った。捕虜に加えてフォルソムは、自軍の負傷兵の身柄と、敵の荷物の多くを確保し、また戦利品を無事に野営地に運んで行った。翌日、フォルソムは荷物の残りを運び込んだ、こうしてフランス軍の荷物と弾薬はすべて彼にもとに渡った。この戦闘でのフォルソム軍の犠牲者はわずか6人であった。フランスにとってこの敗戦は大きな痛手となった。
この戦闘で戦死したフランス兵の遺体は（フランス正規兵というより、実際はヌーベルフランスの民兵とインディアン兵だった）は沼に放り込まれた。この沼はその後、ブラッディ・ポンド（Bloody Pond）として有名になった。
フランスの撤退の後、13植民地軍は、約20人の重傷を負ったフランス兵と将校を発見した。負傷者は、13植民地軍が仲間を救うために大砲を放った、その着地点の近くにいた。負傷者には将校のディスカウもいた、フランス軍の陣頭指揮を執っていた、その代償として、膀胱を撃ち抜かれていた。ベンジャミン・ウエストは、このディスカウを救うジョンソンの絵を描いている。

## 両軍の死傷者
このジョージ湖の戦いで死傷した兵の人数については、さまざまな説がある。
ジェームズ・P・ミラード は、ピーター・パーマーの自伝では、今日ではイギリス軍の死傷者は、戦死者が約216人、負傷者が96人で、フランスの死傷者はもっと多いとしている。ミラードによると、フランスの死傷者はおよそ500人から600人で、ほかの出典では「800人にやや満たない」となっている。
W・マックス・レイド は、戦死した、あるいは負傷した、または行方不明になったイギリス軍兵士は262人で、フランス兵は228人としている。
イアン・K・スティールは、13植民地軍の犠牲者について「将校が引き返して、修正したところ、154人が戦死、103人が負傷で67人が行方不明。行方不明のうちの多くは、ヌーベルフランス軍が待機していた森へは逃げていない。また、その後遺体で発見されている。ポメロイはフランスの敗退前に拘束されたが、イロコイ族の死傷者について把握している。イロコイ兵は223人が戦死し約108人が負傷した。スティールはまた、フランスの敗退について、この作戦についての記録は、おそらくインディアン兵の死傷者数を少なく見積もって、戦死者149人、負傷者163人、捕囚27人としている。これらの死傷者の報告された数は、英仏両軍ではかなり近い数字となっている、それはイギリスが331人、フランスは339人である。スティールがなぜ、インディアンの戦死者が少ないと思ったのかは、本人は述べていない。
2009年に出版された『アメリカにおけるフランスの戦い』で、著者のマルセル・フールニエの説は、「サンサクラマン湖」の戦いに関する他の報告とは大きく異なっている。イギリス兵は800人が戦死または負傷して、フランス兵は死傷者は200人となっている。
1755年10月20日に、ドレイユという人物から、北アメリカのフランス人指揮官の、伯爵ダルジャンソンに宛てた手紙では、フランスの正規兵は、敵地でジョンソンを襲撃したが、自軍の3分の1以上の兵力を失ったとある。ラ・レーヌ連隊は戦死者または行方不明者が21人で負傷者が30人、一方ラングドック連隊は5人が戦死で21人が負傷とある。

## その後のジョンソン

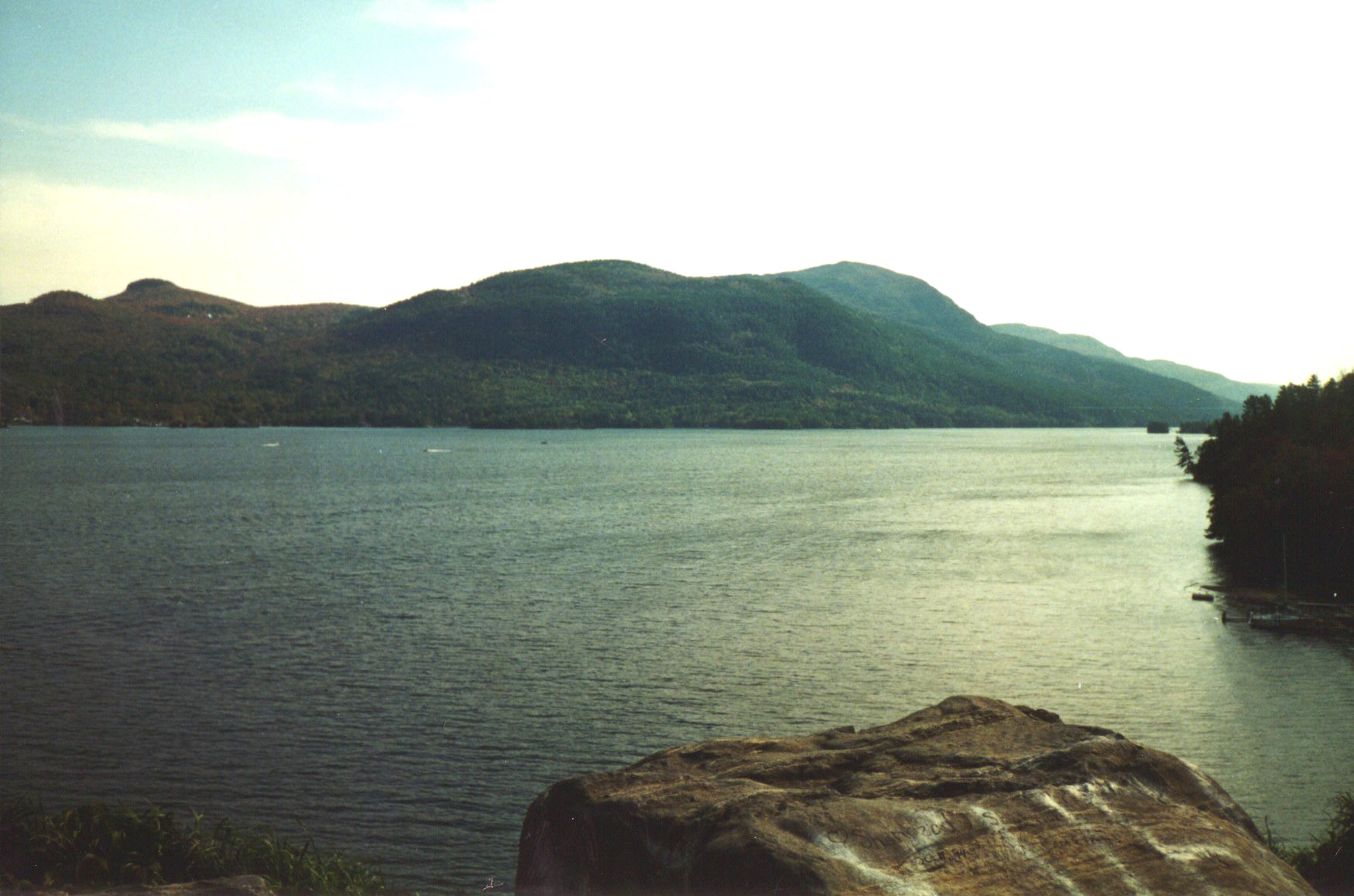
ジョージ湖

この戦いは雌雄決せず、ジョンソンの遠征も、結局はサンフレデリック砦までたどり着かなかったが、戦略面での成功は大きな意味を持った。ジョンソンはジョージ湖の南のかなりの距離を遠征して、南端にウィリアム・ヘンリー砦を建築し、自らの得たものをさらに強固にした。歴史家のフレッド・アンダーソンは、ディスカウがもしエドワード砦でジョンソンを阻止できていたならば、サンフレデリック砦へのイギリスの脅威を止めたのみならず、ニューヨークと13植民地の防御をオールバニまで後退させることもできただろうと述べている。
ヤンキードゥードルの初期の歌詞にある「エフライム」とは、ウィリアムズのことであるとする説もある。